# Werner Bundschuh

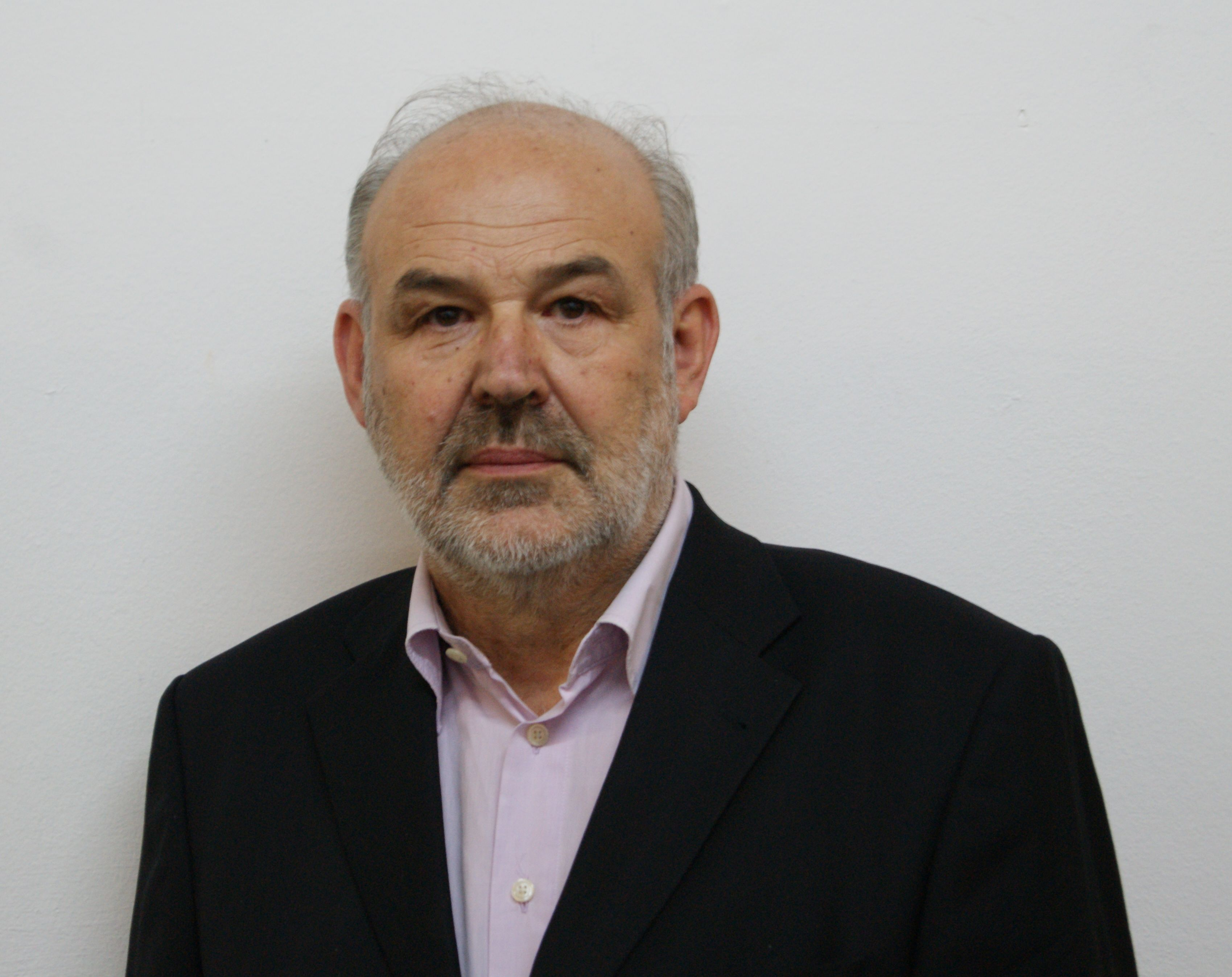
Werner Bundschuh (2019)

Werner Bundschuh (* 1951) ist ein österreichischer Historiker, Sachbuchautor und Lehrer. Er lebt und wirkt in Vorarlberg in Österreich.

## Leben und Ausbildung
Werner Bundschuh wuchs in Dornbirn (Vorarlberg/Österreich) auf. Sein Vater, der Drogist Willy Bundschuh († 1969), betrieb in Dornbirn-Hatlerdorf die „Löwen-Drogerie“, die nach seinem Tod als „Witwenfortbetrieb“ von seiner Mutter und seiner Schwester weiter geführt wurde. Werner Bundschuh ist verheiratet und hat drei erwachsene Kinder.
Nach der Volksschule Dornbirn-Markt besuchte er die Dornbirner Realschule und maturierte 1970. Von 1971 bis 1975 absolvierte er an der Universität Innsbruck das Lehramtsstudium für Deutsch und Geschichte. 1989 promovierte er dort mit der Dissertation zum Thema Heimatgeschichte als Ideologie. Studie zur Darstellung der Geschichte Dornbirns (1850–1950). 2002 schloss er den Universitätslehrgang Politische Bildung des „Interuniversitären Instituts für Interdisziplinäre Forschung und Fortbildung der Universitäten Klagenfurt, Innsbruck, Graz und Wien“ mit dem Titel „Master of Advanced Studies (Civic Education)“ ab.

## Berufliche Tätigkeit

### Lehrtätigkeit
Werner Bundschuh unterrichtete von 1975 bis 2011 am Bundesgymnasium Dornbirn (vormals Realschule) die Fächer Deutsch, Geschichte, Politische Bildung, Bühnenspiel und Schach und war zuletzt Oberstudienrat. Seit 1983 ist er am Zentrum für Fernstudien in Bregenz (Johannes-Kepler-Universität Linz) als Lehrbeauftragter tätig. Von 2009 bis 2016 war er Mitarbeiter bei erinnern.at, Nationalsozialismus und Holocaust: Gedächtnis und Gegenwart. Ergänzend ist er Referent in der Gewerkschaftsschule des ÖGB/Vorarlberg.

### Tätigkeit als Historiker
Als Historiker befasst er sich in erster Linie mit Fragen der regionalen Zeitgeschichte mit dem Schwerpunkt Nationalsozialismus. 1987 gab er gemeinsam mit Harald Walser die Dornbirner Statt-Geschichten heraus, 1990 veröffentlichte er den Band Bestandaufnahme: Heimat Dornbirn 1850–1950. Arbeitsschwerpunkte in den folgenden Jahren sind die Auseinandersetzung mit dem Rechtsextremismus, mit der Ortsgeschichtsschreibung – zum Beispiel Schlins 1850–1950, der Industriegeschichte, Geschichte der heimischen Sozialdemokratie, Gewerkschaftsgeschichte, der Migrationsgeschichte und vor allem befasste er sich (gemeinsam mit Margarethe Ruff) mit der Geschichte der Zwangsarbeit in Vorarlberg. Ein besonderes Anliegen war ihm die Errichtung eines Widerstandsmahn- und Deserteursdenkmals in Bregenz (2015), zu dem er auch Unterrichtsmaterialien entwickelte.

## Vereine
Bundschuh ist Mitbegründer der Vorarlberger Lehrer-Initiative (VLI). und war von 1991 bis 2022 Obmann der Johann-August-Malin-Gesellschaft, Historischer Verein für Vorarlberg. Bis 2016 war er Mitarbeiter bei erinnern.at.

## Publikationen
Werner Bundschuh hat diverse Publikationen zur Regional- und Landesgeschichte mit dem Schwerpunkt Zeitgeschichte veröffentlicht:
- Werner Bundschuh, Harald Walser (Hrsg.): Dornbirner Statt-Geschichten. Vorarlberger Autoren-Gesellschaft, Bregenz 1987, ISBN 3-900754-00-4. (Online abrufbar im Webauftritt der Johann-August-Malin-Gesellschaft)
- Werner Bundschuh: Bestandsaufnahme: Heimat Dornbirn 1850–1950. (= Studien zur Geschichte und Gesellschaft Vorarlbergs. Band 8). Vorarlberger Autoren Gesellschaft, Bregenz 1990, ISBN 3-900754-08-X.
- Werner Bundschuh, Meinrad Pichler, Harald Walser: Wieder Österreich! Befreiung und Wiederaufbau – Vorarlberg 1945. Vorarlberger Autoren Gesellschaft, Bregenz 1995, ISBN 3-900754-16-0.
- Werner Bundschuh, Reinhard Mittersteiner: Die Anfänge sozialdemokratischer Milieukultur in Dornbirn. (= Dornbirner Schriften. 22). Dornbirn 1996, ISBN 3-85298-030-5.
- Werner Bundschuh: „Wir sind jung, die Welt ist offen...“ Zur Geschichte der „Kinderfreunde“ in Vorarlberg. (= Studien zur Geschichte und Gesellschaft Vorarlbergs. Sonderband). Bregenz 1998, Vorarlberger Autoren Gesellschaft, ISBN 3-900754-22-5.
- Werner Bundschuh, Reinhard Mittersteiner, Werner Dreier: Sozialdemokraten im Dorf. 100 Jahre SPÖ Hard. Vorarlberger Autoren Gesellschaft, Bregenz 1994, ISBN 3-900754-14-4.
- Werner Bundschuh, Reinhard Mittersteiner, Werner Dreier: Die „Fabrikler“ organisieren sich. 100 Jahre Gewerkschaft Textil, Bekleidung und Leder, Landesorganisation Vorarlberg. Bregenz 1995, ISBN 3-900754-17-9. (kostenloser Download auf malingesellschaft.at).
- Werner Bundschuh: Schlins 1850–1950. Vorarlberger Autoren Gesellschaft, Bregenz 1996, ISBN 3-900754-18-7.
- Werner Bundschuh: Vom Wandern und vom Ankommen. Biografische Reportagen aus Vorarlberger Dörfern – Altach, Tosters, Mäder. (= Studien zur Geschichte und Gesellschaft Vorarlbergs. Band 16). Bregenz 2004, ISBN 3-900754-27-6 (kostenloser Download malingesellschaft.at).
- Werner Bundschuh: „Über freier Erde leuchtet wieder die Sonne der Freiheit“. Die SPÖ-Landesorganisation Vorarlberg nach 1945. Hrsg.: Dr. Karl Renner Institut Vorarlberg. Bregenz 2005 (spoe-rankweil.at [PDF]).
- Hanno Platzgummer, Karin Bitschnau, Werner Bundschuh (Hrsg.): Ich kann einem Staat nicht dienen, der schuldig ist ... . Vorarlberger vor den Gerichten der Wehrmacht. Stadtmuseum, Dornbirn 2011, ISBN 978-3-901900-25-9.
- Margarethe Ruff (unter Mitarbeit von Werner Bundschuh): Minderjährige Gefangene des Faschismus. Lebensgeschichten polnischer und ukrainischer Zwangsarbeiterinnen und Zwangsarbeiter in Vorarlberg. Wien 2014, ISBN 978-3-7065-5421-3.
- Werner Bundschuh, Werner Matt: Menschen und Ideologien, die 1930er und 1940er Jahre in Tagebüchern und Erinnerungen von Anton Turnher, Adolf Wohlgenannt und Heino Laschitz. (= Dornbirner Schriften. 46). Dornbirn 2018, ISBN 978-3-901900-55-6.
- Werner Bundschuh (Hrsg.): Menschenverächter. Vorarlberger als Akteure bei Entrechtung und Vernichtung im Nationalsozialismus. (= Studien zur Geschichte und Gesellschaft Vorarlbergs. Band 17). Bregenz 2022, ISBN 978-3-900754-32-7.